# Мята мутовчатая
Мята мутовчатая (лат. Mentha verticillata) — многолетнее травянистое растение рода Мята (Mentha), природный межвидовой гибрид, происходящий от скрещивания видов Мята водная (Mentha aquatica) и Мята полевая (Mentha arvensis).

## Ботаническое описание

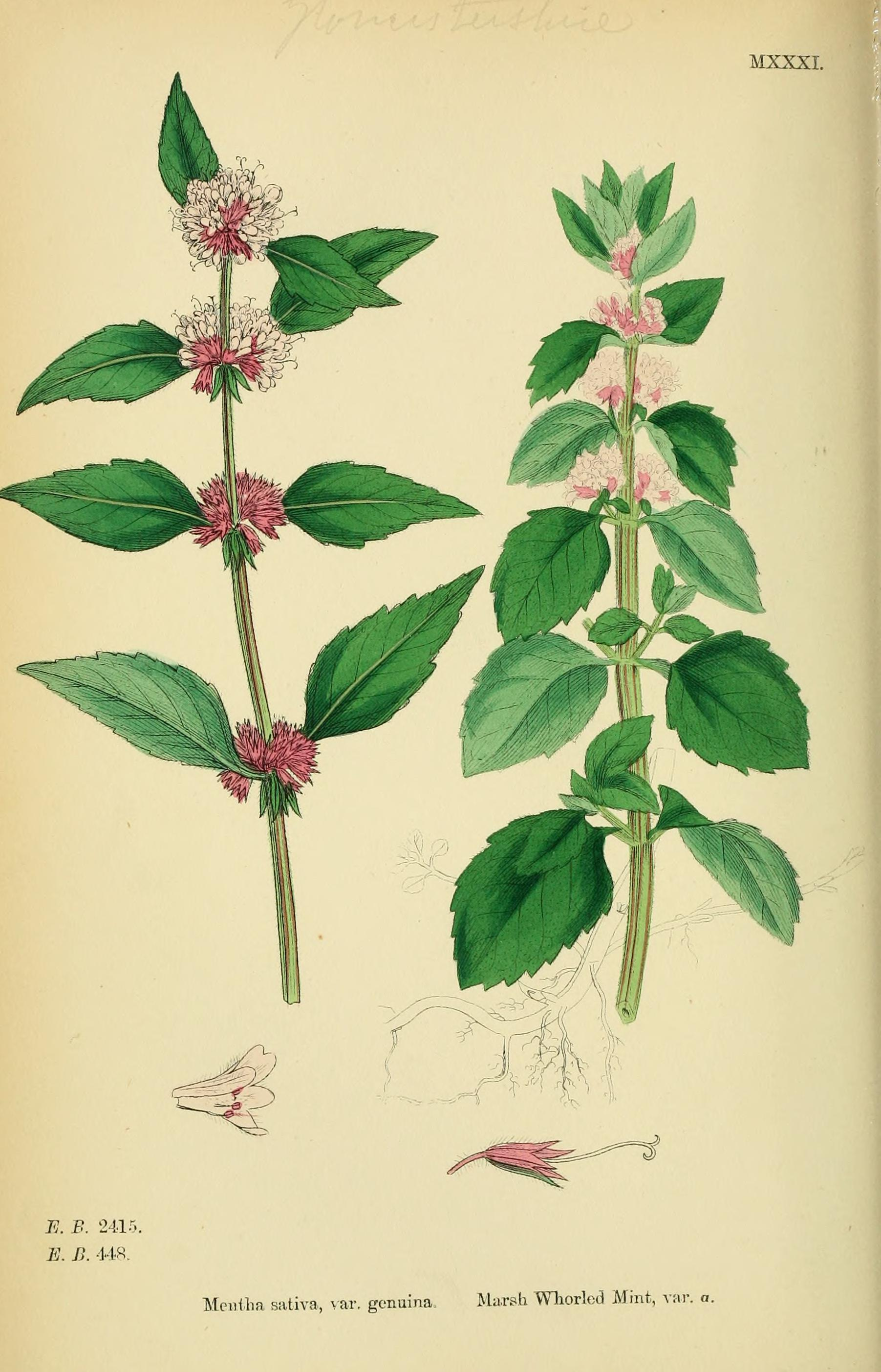
Мята мутовчатая

По внешним признакам вид очень схож с мятой полевой, отличаясь довольно крупными мохнато-шерстистыми листьями, в пазухах которых формируются длинные прерванные соцветия. Чашечка трубчатая, зубцы шиловидные, треугольные у основания.
Многолетнее растение с ползучим корневищем, высотой 15—100 см.
Стебли чаще распростёртые, реже прямостоячие, ветвистые, иногда красноватые, мохнато-пушистые от направленных вниз волосков.
Листья яйцевидные, продолговато-яйцевидные или продолговато-эллиптические, на верхушке острые, по краю пильчато-зубчатые. Густо покрыты мохнато-шерстистым опушением.
Цветки обычно только пестичные (женские), лиловые или лилово-розовые, собраны в многоцветковые ложные мутовки на волосистых, реже голых цветоножках, располагающихся в пазухах листьев. Чашечка по форме ближе к мяте водной — длинная, узкая, колокольчатая, с 5 заостренными зубчиками и выраженными 10 жилками, часто фиолетовая, волосистая. Венчик широкотрубчатый, четырёхдольный, слегка зигоморфный, около 4 мм длиной.
Завязь из двух сросшихся плодолистиков. Гибрид чаще всего стерилен, размножается корневыми отпрысками и подземными побегами. Экземпляры с фертильными семенами, по всей видимости, являются результатом обратной гибридизации мяты мутовчатой с одним из родительских видов.

## Распространение и экология
Природный панъевропейский ареал охватывает Скандинавию, Центральную и Южную Европу, Великобританию, восточно-европейскую часть России. Вид интродуцирован в нескольких штатах США (Коннектикут, Иллинойс, Нью-Джерси, Пенсильвания, Западная Вирджиния, Висконсин), на Азорских островах и в Кабо-Верде.
Растения предпочитают влажные места обитания, такие как берега рек, ручьев и озёр; произрастают в увлажненных лесах, на болотах, сырых пастбищах; встречаются по обочинам дорог. Немногим менее требователен к высокому уровню влажности, чем Мята водная.

## Классификация

### Таксономия
Mentha verticillata L., 1759, Syst. Nat. ed. 10 , 2: 1099
Вид Мята мутовчатая относится к роду Мята (Mentha) семейства Яснотковые (Lamiaceae) порядка Ясноткоцветные (Lamiales). Таксономическая схема в соответствии с Системой APG IV по состоянию на декабрь 2023 года:
|  |                                      |  |                                   |                                   |                      |  | ещё 23 семейства | ещё 23 семейства |                     |  |  |  | еще 42 подтвержденных вида и 319 таксонов, ожидающих подтверждения |
|  |                                      |  |                                   |                                   |                      |  | ещё 23 семейства | ещё 23 семейства |                     |  |  |  | еще 42 подтвержденных вида и 319 таксонов, ожидающих подтверждения |
|  |                                      |  |                                   | порядок Ясноткоцветные            |                      |  |                  |                  | род Мята            |  |  |  |                                                                    |
|  |                                      |  |                                   | порядок Ясноткоцветные            |                      |  |                  |                  | род Мята            |  |  |  |                                                                    |
|  | отдел Цветковые, или Покрытосеменные |  |                                   |                                   | семейство Яснотковые |  |                  |                  | вид Мята мутовчатая |  |  |  |                                                                    |
|  | отдел Цветковые, или Покрытосеменные |  |                                   |                                   | семейство Яснотковые |  |                  |                  |                     |  |  |  |                                                                    |
|  |                                      |  | ещё 63 порядка цветковых растений | ещё 63 порядка цветковых растений |                      |  |                  | ещё 268 родов    | ещё 268 родов       |  |  |  |                                                                    |
|  |                                      |  |                                   | ещё 63 порядка цветковых растений |                      |  |                  |                  | ещё 268 родов       |  |  |  |                                                                    |